# السويدية (الحسكة)
السويدية بلدة سورية تتبع ناحية مركز المالكية في منطقة المالكية التابعة لمحافظة الحسكة في أقصى شمال شرق سورية. تقع على بعد 25 كم جنوب مدينة المالكية و5 كم غرب الحدود مع العراق.
توجد فيها محطة السويدية الحرارية وحقول نفط ومعمل غاز السويدية.